# Sciences formelles
 (décembre 2022).
Si vous disposez d'ouvrages ou d'articles de référence ou si vous connaissez des sites web de qualité traitant du thème abordé ici, merci de compléter l'article en donnant les références utiles à sa vérifiabilité et en les liant à la section « Notes et références ».
Les sciences formelles (ou sciences logico-formelles) explorent déductivement, selon des règles de formation et de démonstration, des systèmes axiomatiques. Les sciences formelles regroupent les mathématiques, la logique , l'informatique théorique et l'application.

## Mathématiques
Les mathématiques sont un domaine de connaissance construit par des raisonnements hypothético-déductifs, ou par l'absurde, relativement à des concepts tels que les nombres, les figures, les structures et les changements. Les mathématiques désignent aussi le domaine de recherche visant à développer ces connaissances, ainsi que la discipline qui les enseigne.

### Algèbre
L'algèbre est la branche des mathématiques qui étudie les structures algébriques, indépendamment de la notion de limite (rattachée à l'analyse) et de la notion de représentation graphique (rattachée à la géométrie).
L'étude des structures algébriques peut être faite de manière unifiée dans le cadre de l'algèbre universelle.

### Analyse
L'Analyse  est la branche qui étudie les fonctions et les suites ainsi que leurs limites. 

### Géométrie
Traditionnellement, la géométrie est la partie des mathématiques qui étudie les figures dans le plan et l'espace à 3 dimensions. Maintenant, la géométrie est le nom donné à plusieurs branches des mathématiques, qui puisent leurs sources dans la géométrie au sens traditionnel, mais qui divergent par leurs méthodes, et qui se sont constituées en disciplines autonomes. Il est donc difficile de définir ce qu'est la géométrie de manière à englober toutes ces géométries.

### Statistique
La Statistique est une branche des mathématiques qui étudie les phénomènes à travers la collecte de données, leur traitement, leur analyse, l'interprétation des résultats et leur présentation afin de rendre ces données compréhensibles par tous.

### Topologie
La topologie est une branche des mathématiques concernant l'étude des déformations spatiales par des transformations continues (sans arrachages ni recollement des structures).

## Informatique
L'informatique est une science formelle dont l'objet d'étude est le calcul, calcul au sens large, c'est-à-dire non limité exclusivement à la manipulation des nombres, mais de tout type d'information formelle que l'on peut traiter de manière systématique tel que : textes, couleurs, données, valeurs logiques. Selon les contextes, on parle d'un calcul, d'un algorithme, d'un programme, d'une abstraction, d'une procédure, etc.

## Logique
La logique (du grec λόγος (logos), ce qui veut dire, entre autres, raison ou discours) est dans une première approche l'étude des règles formelles que doit respecter toute déduction correcte.
Elle est depuis l'Antiquité l'une des grandes disciplines de la philosophie, avec l'éthique et la métaphysique. En outre, on a assisté durant le XXe siècle au développement fulgurant d'une approche mathématique et informatique de la logique. Elle trouve de nos jours de nombreuses applications en ingénierie, en linguistique, en psychologie cognitive, en philosophie analytique ou en communication.